# Mellila
Ne doit pas être confondu avec Mellilä, une ancienne municipalité finlandaise, et Melilla, un préside espagnol.
Mellila est une commune rurale marocaine de la province de Benslimane, dans la région Casablanca-Settat.

## Géographie
Le code géographique de Mellila est 02.275.03.03 et son code postal 13202, tandis que ses coordonnées sont : 33° 23′ 36″ N, 7° 06′ 30″ O.
Par ailleurs, son altitude moyenne est de 356 m et sa surface forestière (6 081 ha) représente environ 10,5 % de celle de la province de Benslimane (57 576 ha).

## Toponymie
Le nom officiel arabe de Mellila est مليلة.

## Démographie
| Année de recensement | Population  | Ménages | Marocains | Étrangers |
| -------------------- | ----------- | ------- | --------- | --------- |
| 1994                 | 13 334 hab. | 2 006   | -         | -         |
| 2004                 | 14 257 hab. | 2 432   | 14 257    | 0         |
| 2014                 | 15 081 hab. | 2 803   | 15 079    | 2         |

## Politique et administration
Au sein de la province de Benslimane (collectivité territoriale et circonscription déconcentrée), la commune — collectivité territoriale — rurale de Mellila est rattachée au cercle — circonscription déconcentrée — de Benslimane, tout comme les communes rurales d'Ahlaf, d'Aïn Tizgha, de Fdalate, de Moualine El Oued, d'Oulad Ali Toualaa, d'Oulad Yahya Louta, de Rdadna Oulad Malek et de Ziaïda.
Le président du conseil communal est Yassine Tariqui, affilié au Parti de l'Istiqlal (donnée des élections de 2021).

## Économie
Un souk hebdomadaire s'y tient le vendredi.

## Édifices

### Arènes
Les arènes de Mellila furent inaugurées le 6 septembre 1947.